# هلن منکن

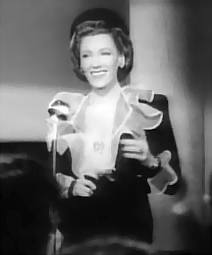

هلن مِنکن (انگلیسی: Helen Menken؛ ۱۲ دسامبر ۱۹۰۱ – ۲۷ مارس ۱۹۶۶) یک هنرپیشه تئاتر و سینما اهل ایالات متحده آمریکا بود.